# Lampione
Lampione (italsky Isola di Lampione) je nejmenší z Pelagických ostrovů mezi Sicílií a Tuniskem. Ostrov je 700 metrů dlouhý a 180 široký, nejvyšší bod ostrova má nadmořskou výšku 40 metrů.
Geograficky patří Lampione k Africe, politicky k obci Lampedusa e Linosa v provincii Agrigento v italské autonomní oblasti Sicílie.
Ostrov je neobydlený. Jedinou stavbou na ostrově je maják. Dle pověsti je ostrov kus skály, který vypadl z ruky Kyklopům.
Ostrov leží v rezervaci Riserva Marina Isole Pelagie. Lampione slouží mnoha evropským tažným ptákům jako místo odpočinku. Z mořské fauny se v okolí ostrova vyskytují žraloci, langusty, korýši a koráli.